# Totenkopf

Stemma della 3. SS-Panzer-Division "Totenkopf"

Totenkopf, letteralmente "testa di morto", è la parola in lingua tedesca per indicare il simbolo del teschio e tibie incrociate. Il simbolo è stato variamente impiegato da diversi corpi militari della Germania e di altri paesi nel corso della sua storia.

## Utilizzo tedesco

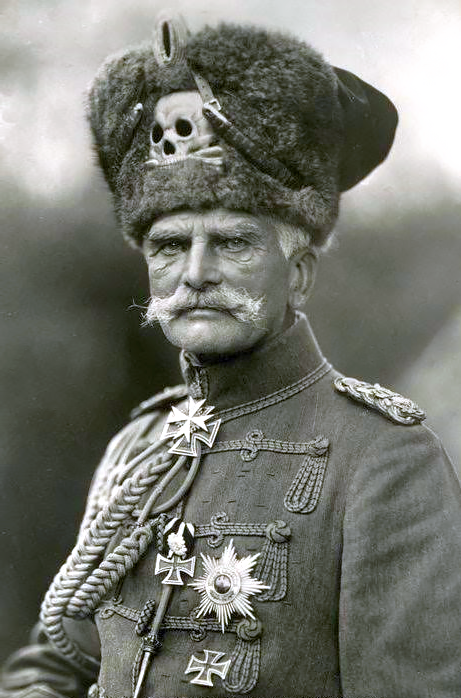
Il feldmaresciallo prussiano August von Mackensen con il Totenkopf posto sul copricapo del suo reggimento ussaro

Il simbolo, formato da un teschio posto su due ossa incrociate, fu adottato nel 1808 dagli Ussari della morte del Regno di Prussia e nel 1809 dalla Schwarze Schar o Banda nera del duca Federico Guglielmo di Brunswick. Il Totenkopf venne poi utilizzato anche da numerosi Freikorps durante il turbolento periodo succeduto alla fine della prima guerra mondiale nella Germania di Weimar.
Durante l'epoca della Germania nazista, il Totenkopf venne utilizzato sui capi di vestiario di tutti i membri delle SS, e sulle divise delle SS-Totenkopfverbände e della SS-Totenkopf-Division; venne anche utilizzato su bandiere, arazzi, drappi di tamburi e trombe, oltre che sui distintivi di guerra delle unità anti-guerriglia delle SS e della polizia e per i timbri dei campi di sterminio e dei lager.

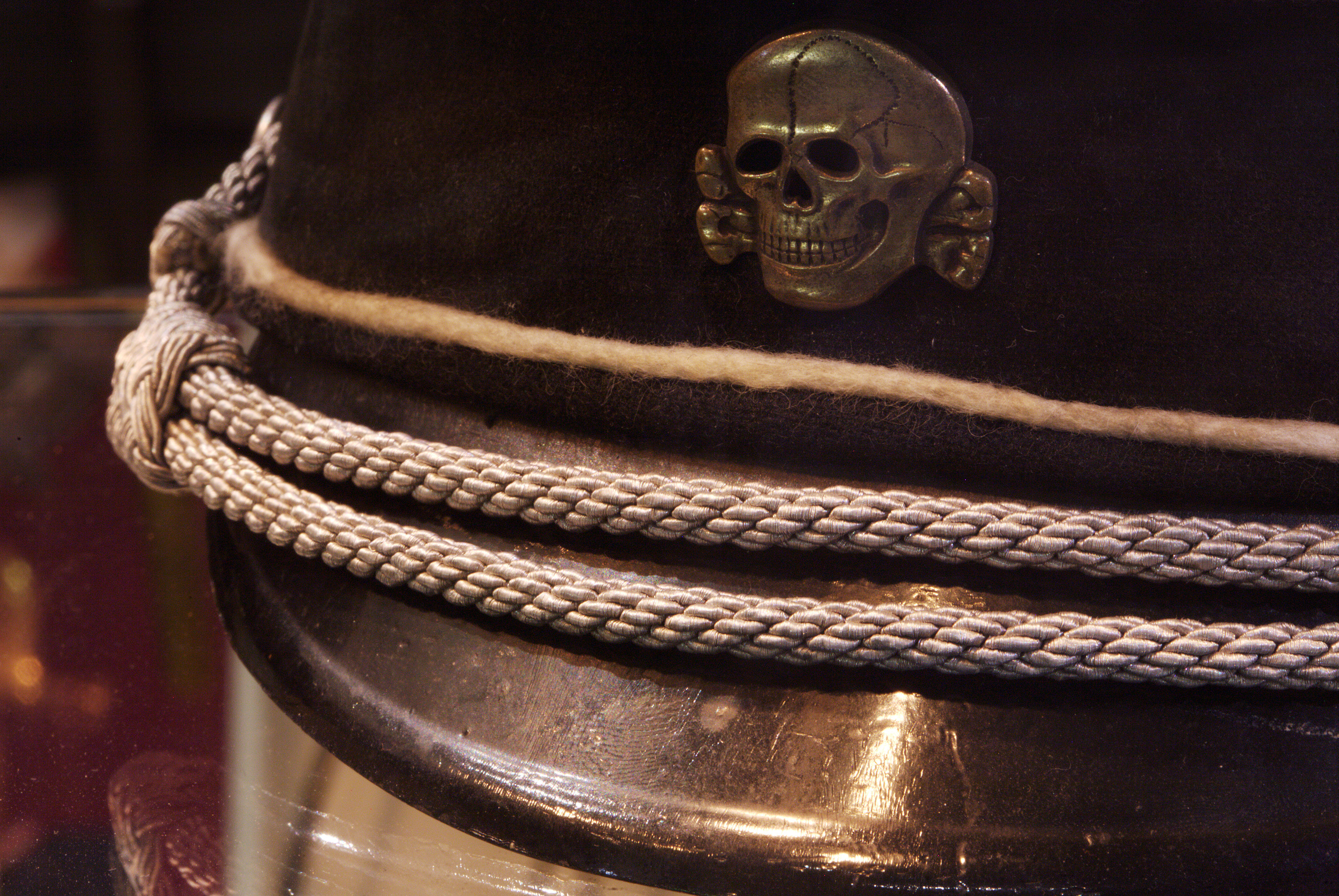
Il Totenkopf su un berretto da SS

## Altri utilizzi
- I fedayis armeni, durante la prima guerra mondiale contro l'Impero ottomano, usarono un teschio con due fucili nelle loro bandiere.
- I reparti d'assalto degli Arditi usavano un teschio con un pugnale tra i denti come simbolo durante la prima guerra mondiale.[1] Varie versioni di teschi furono in seguito utilizzate anche dai fascisti italiani (come simbolo sulla bandiera della MVSN).[2]
- Durante il 1943-1945 le Brigate nere e numerose altre forze che combattevano per la Repubblica Sociale Italiana indossavano varie versioni di teschi sulle loro uniformi e berretti.